# Szentmihály (Kolozs megye)
Szentmihály (románul Mihai Viteazu, korábban Sânmihaiu) falu Romániában, Kolozs megyében, az azonos nevű község központja. A települést 1922 és 1930 között egyesítették (pontos dátum jelenleg nem ismert) Alsó- és Felsőszentmihályfalva településekből. Ismert még Alsófelsőszentmihály és Tordaszentmihály néven is.

## Fekvése
Tordától 5 km-re délnyugatra, a falut átszelő Bágyon pataknak az Aranyosba torkollásánál fekszik. Mészkő és Sinfalva tartozik hozzá.

## Nevének eredete
Templomának védőszentjéről kapta a nevét, román neve onnan származik
hogy 1601-ben határában ölték meg Basta katonái Vitéz Mihály havasalföldi fejedelmet.

## Története
Határában ma is láthatók az egykori római út maradványai. 1176-ban St. Michel, majd 1197-ben Zent Mihekfalva néven említették először. A falu a tatárjáráskor elpusztult, majd V. István székelyeket telepített ide és Torda-Aranyos vármegyéből kiszakította Aranyosszéket. 1601-ben itt ölték meg Basta katonái a román fejedelemségeket Erdéllyel egyesíteni akaró Vitéz Mihály havasalföldi fejedelmet. Megöletésének és sírjának helyén emlékmű áll. 1703-ban Rabutin labancai gyújtották fel a falut.
1910-ben Alsószentmihálynak 1119, többségben magyar lakosa volt, jelentős román kisebbséggel, Felsőszentmihálynak 798, többségben magyar lakosa volt, jelentős román kisebbséggel. A trianoni békeszerződésig Torda-Aranyos vármegye Tordai járásához tartozott.
1930-ban 1466 magyar és 836 román lakta. A közigazgatásilag hozzátartozó Mészkővel és Sinfalvával együtt 1992-ben 3734 román és 1825 magyar (32%) lakosa volt.

## Látnivalók
- Az alsószentmihályfalvi református templom 14. századi gótikus eredetű, mai helyére 1667 és 1685 között költöztették.
- A falunak unitárius temploma és 1863-ban épített római katolikus sírkápolnája is van.